# ACK (xarxes de dades)
En xarxes de dades, telecomunicacions i busos informàtics, un reconeixement (ACK) és un senyal que es passa entre processos de comunicació, ordinadors o dispositius per significar el reconeixement o la recepció de missatges com a part d'un protocol de comunicacions. El negatiu-acknowledgement (NAK o NACK) és un senyal que s'envia per rebutjar un missatge rebut prèviament o per indicar algun tipus d'error. Els reconeixements i els reconeixements negatius informen un emissor de l'estat del receptor perquè pugui ajustar el seu propi estat en conseqüència.
Molts protocols contenen sumas de comprovació per verificar la integritat de la càrrega útil i de la capçalera. Les sumes de control s'utilitzen per detectar la corrupció de dades. Si es rep un missatge amb una suma de comprovació no vàlida (és a dir, les dades rebudes tindrien una suma de comprovació diferent de la que tenia el missatge), el receptor pot saber que alguna informació està malmesa. Molt sovint, quan s'utilitzen sumes de comprovació, un missatge corrupte rebut no rebrà un senyal ACK o un senyal NAK.

## Codis de reconeixement
El codi ASCII inclou un caràcter ACK (0000110₂ o 616) que es pot transmetre per indicar que s'ha rebut correctament i un caràcter NAK (0010101₂ o 1516) que es pot transmetre per indicar una incapacitat o un fracàs de rebre. Unicode proporciona símbols visibles per a aquests caràcters, U+2406 (␆) i U+2415 (␕).

## Ús del protocol
Molts protocols es basen en el reconeixement, és a dir, reconeixen positivament la recepció de missatges. El protocol de control de transmissió (TCP) d'Internet és un exemple de protocol basat en el reconeixement. Quan els ordinadors es comuniquen mitjançant TCP, els paquets rebuts es reconeixen enviant un paquet amb un bit ACK establert. El protocol TCP permet incloure aquests reconeixements amb les dades que s'envien en sentit contrari.
Alguns protocols envien un únic reconeixement per paquet d'informació. Altres protocols com TCP i ZMODEM permeten transmetre molts paquets abans de rebre el reconeixement de qualsevol d'ells, un procediment necessari per omplir els enllaços de productes amb gran ample de banda amb retard amb un gran nombre de bytes en vol.

## Reconeixement de maquinari
Alguns busos informàtics tenen un cable de reconeixement dedicat al bus de control utilitzat per reconèixer les operacions del bus: DACK utilitzat per a ISA DMA; DATACK utilitzat a l'STEbus, el pin de reconeixement de transferència de dades del Motorola 68000 que va inspirar el títol de DTACK Grounded, etc. Alguns busos informàtics no sempre reconeixen totes les escriptures; algunes o totes les escriptures utilitzen una escriptura publicada.
El bus sèrie I²C té un interval de temps per a un bit de reconeixement després de cada byte.